# Palazzo della Camera di Commercio (Caserta)

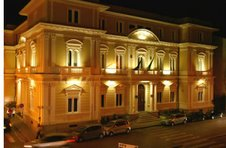
Palazzo della Camera di Commercio in Caserta

Der Palazzo della Camera di Commercio (Palast der Handelskammer) ist ein Palast aus den 1920er-Jahren im Zentrum von Caserta in der italienischen Region Kampanien. Er liegt an der Via Roma, 75.

## Geschichte und Beschreibung
Der imposante, dreistöckige Bau wurde 1926 nach den Plänen des Bauingenieurs Luigi Fabricat errichtet. Die Hauptfassade des im typischen Zwischenkriegsstil gebauten Gebäudes ist streng und symmetrisch. Über dem Eingang befindet sich ein breiter Balkon der sich auf Doppelsäulen stützt.